# Судзукі Каїто
Судзукі Каїто (яп. 鈴木 海音, нар. 25 серпня 2002, Сідзуока) — японський футболіст, захисник клубу «Джубіло Івата».
Виступав за олімпійську збірну Японії.

## Клубна кар'єра
Народився 25 серпня 2002 року в місті Сідзуока. Вихованець футбольної школи клубу «Джубіло Івата». Дорослу футбольну кар'єру розпочав 2020 року в основній команді того ж клубу, в якій провів один сезон, взявши участь у 6 матчах чемпіонату. 
2022 року на правах оренди грав за іншого представника Джей-ліги 2, клуб «Тотігі». У команді з Уцуномії мав регулярну ігрову практику.
Повернувшись до «Джубіло Івата» 2023 року, став також активніише залучатися до основного складу команди, у перший же сезон після повернення допоміг їй підвищитися в класі до першої Джей-ліги.

## Виступи за збірні
2017 року дебютував у складі юнацької збірної Японії (U-17), загалом на юнацькому рівні взяв участь у 38 іграх, відзначившись одним забитим голом.
З 2022 року залучається до складу молодіжної збірної Японії. На молодіжному рівні зіграв у 16 офіційних матчах, забив 2 голи.
2024 року був включений до розширеної заявки олімпійської збірної Японії для участі у тогорічних Олімпійських іграх у Парижі. Від початку розглядався як резервний гравець команди, згодом був переведений до «основи» на заміну травмованого Ханда Ріку.

## Статистика виступів

### Статистика клубних виступів
Станом на 30 липня 2024
| Сезон                     | Клуб                      | Чемпіонат                 | Чемпіонат | Чемпіонат | Національний кубок | Національний кубок | Національний кубок | Континентальні кубки | Континентальні кубки | Континентальні кубки | Суперкубки | Суперкубки | Суперкубки | Усього | Усього |
| Сезон                     | Клуб                      | Ліга                      | Ігор      | Голів     | Ліга               | Ігор               | Голів              | Ліга                 | Ігор                 | Голів                | Ліга       | Ігор       | Голів      | Ігор   | Голів  |
| ------------------------- | ------------------------- | ------------------------- | --------- | --------- | ------------------ | ------------------ | ------------------ | -------------------- | -------------------- | -------------------- | ---------- | ---------- | ---------- | ------ | ------ |
| 2020                      | «Джубіло Івата»           | Дж2                       | 6         | 0         | -                  | -                  | -                  | -                    | -                    | -                    | -          | -          | -          | 6      | 0      |
| 2021                      | «Джубіло Івата»           | Дж2                       | 0         | 0         | КІ                 | 3                  | 0                  | -                    | -                    | -                    | -          | -          | -          | 3      | 0      |
| 2022                      | «Тотігі»                  | Дж2                       | 34        | 0         | КІ                 | 1                  | 0                  | -                    | -                    | -                    | -          | -          | -          | 35     | 0      |
| 2023                      | «Джубіло Івата»           | Дж2                       | 22        | 1         | КІ+КДжЛ            | 1+2                | 0                  | -                    | -                    | -                    | -          | -          | -          | 25     | 1      |
| 2024                      | «Джубіло Івата»           | Дж1                       | 16        | 0         | КІ+КДжЛ            | 0                  | 0                  | -                    | -                    | -                    | -          | -          | -          | 16     | 0      |
| Усього за «Джубіло Івата» | Усього за «Джубіло Івата» | Усього за «Джубіло Івата» | 44        | 1         |                    | 6                  | 0                  |                      | -                    | -                    |            | -          | -          | 50     | 1      |
| Усього за кар'єру         | Усього за кар'єру         | Усього за кар'єру         | 78        | 1         |                    | 7                  | 0                  |                      | -                    | -                    |            | -          | -          | 85     | 1      |